# Kuustentausta
Kuustentausta är en fjärd i Finland. Den ligger i Nagu i landskapet Egentliga Finland, i den sydvästra delen av landet, 170 km väster om huvudstaden Helsingfors.
Kuustentausta avgränsas av Lilla Kuusis i norr, Stora Kuusis i öster, Stora Styrholm och Kattilot i söder samt Ekholmarna i väster. 